# Evergreen Park
Evergreen Park é uma aldeia localizada no estado americano de Illinois, no Condado de Cook.

## Demografia
Segundo o censo americano de 2000, a sua população era de 20.821 habitantes.
Em 2006, foi estimada uma população de 19.669, um decréscimo de 1152 (-5.5%).

## Geografia
De acordo com o United States Census Bureau tem uma área de 8,2 km², dos quais 8,2 km² cobertos por terra e 0,0 km² cobertos por água.

## Localidades na vizinhança
O diagrama seguinte representa as localidades num raio de 8 km ao redor de Evergreen Park.